# Пугач Петро Кузьмич
Петро Кузьмич Пугач (1905, містечко Теплик Подільської губернії, тепер смт. Гайсинського району Вінницької області — ?) — радянський діяч органів державної безпеки, начальник Управління МДБ по Кіровоградській області, начальник Управління МВС по Полтавській області, полковник. 

## Біографія
Народився в бідній селянській родині, батько помер у 1921 році.
У лютому — листопаді 1921 року — чорнороб бурякорадгоспу селища Удиганського цукрового заводу Київської губернії. У листопаді 1921 — серпні 1922 року — чорнороб бурякорадгоспу селища Дуклянський Тернівського району Київської губернії. У серпні 1922 — березні 1923 року — молотобієць бурякорадгоспу селища Удиганського цукрового заводу Київської губернії. У березні 1923 — серпні 1925 року — чорнороб бурякорадгоспу містечка Тернівка Київської губернії.
У серпні 1925 — жовтні 1927 року — голова бюро юних піонерів Теплицького районного комітету комсомолу (ЛКСМУ).
У жовтні 1927 — серпні 1929 року — червоноармієць 2-ї Кавказької стрілецької дивізії.
Член ВКП(б) з жовтня 1928 року.
У серпні 1929 — липні 1931 року — слухач робітничого факультету при Харківському інституті народного господарства.
У липні 1931 — квітні 1932 року — студент першого курсу Харківського інженерно-економічного інституту.
У квітні 1932 — березні 1933 року — слухач Центральної школи ОДПУ в Москві.
У березні 1933 — вересні 1935 року — заступник начальника політичного відділу по роботі ОДПУ–НКВС свинорадгоспу села Богданівки Одеської області.
У вересні 1935 — жовтні 1936 року — оперуповноважений Управління НКВС по Одеській області.
У жовтні 1936 — квітні 1939 року — помічник оперуповноваженого, оперуповноважений, помічник начальника відділення, начальник відділення НКВС Української РСР.
У квітні 1939 — березні 1940 року — заступник начальник відділу НКВС Української РСР.
У березні 1940 — лютому 1941 року — заступник начальника Управління НКВС по Дніпропетровській області.
У лютому — серпні 1941 року — заступник начальника Управління НКДБ по Дніпропетровській області.
У серпні 1941 — червні 1942 року — заступник начальника особливого відділу НКВС 37-ї армії РСЧА Південого фронту.
У травні 1942 — серпні 1943 року — заступник начальника Управління НКВС по Дніпропетровській області: в резерві, виконував спецзавдання НКВС УРСР на Південному та Північно-Кавказькому фронтах.
У серпні 1943 — квітні 1944 року — заступник начальника Управління НКДБ по Дніпропетровській області.
У квітні — серпні 1944 року — начальник оперативної групи НКДБ УРСР у Дрогобицькій області.
У серпні 1944 — 7 грудня 1949 року — заступник начальника Управління НКДБ (МДБ) по Тернопільській області.
У 1947—1948 роках навчався на однорічних курсах вищого керівного складу при Вищій школі МДБ СРСР.
7 грудня 1949 — 19 березня 1953 року — начальник Управління МДБ по Кіровоградській області.
У березні — 11 червня 1953 року — заступник начальника Управління МВС по Кіровоградській області.
11 червня — 25 вересня 1953 року — начальник Управління МВС по Полтавській області.
З жовтня 1953 до травня 1954 року — в резерві МВС УРСР у місті Кіровограді.
У травні 1954 — січні 1955 року — заступник начальника Управління КДБ при РМ УРСР по Запорізькій області.
З січня 1955 до лютого 1956 року — пенсіонер у місті Кіровограді.
З лютого 1956 року — начальник відділу кадрів Державного комітету у справах будівництва та архітектури УРСР у місті Києві.
У 1962 році виключений із КПРС.
Подальша доля невідома.

## Звання
- молодший лейтенант державної безпеки (22.03.1936)
- лейтенант державної безпеки (17.11.1937)
- старший лейтенант державної безпеки (22.06.1939)
- майор державної безпеки (11.02.1943)
- підполковник державної безпеки (29.04.1944)
- полковник

## Нагороди
- орден Червоного Прапора (24.11.1950)
- два ордени Червоної Зірки (4.12.1945, 29.10.1948)
- медаль «За бойові заслуги» (3.11.1944)
- медалі
- знак «Почесний працівник ВНК—ДПУ (XV)» (14.08.1938)